# Chantry (Suffolk)
Chantry is een wijk in Ipswich, in het Engelse graafschap Suffolk. In 2001 telde het wijk 5943 inwoners.